# 1977 في فنزويلا
فيما يلي قوائم الأحداث التي وقعت خلال عام 1977 في فنزويلا.

## رياضة
- 1 يناير – بطولة العالم لسباق الدراجات على الطريق 1977
- 1 يناير – بطولة العالم للدراجات على المضمار 1977

## أفلام
من الأفلام التي صدرت هذه السنة في فنزويلا:
- 1 يناير – إل بييس كو فيما من إخراج رومان تشالبود [الإنجليزية]‏.

## مواليد

### مارس
- 25 مارس – إدغار راميرز ممثل فنزويلي.

### أبريل
- 20 أبريل – أليخاندرو سيتشيرو لاعب كرة قدم فنزويلي.

### مايو
- 23 مايو – توماس غيل دراج فنزويلي.

### أغسطس
- 30 أغسطس – ألكسندر روندون لاعب كرة قدم فنزويلي.

### نوفمبر
- 4 نوفمبر – هكتور غونزاليس لاعب كرة قدم فنزويلي.